# Andy Langford
Andrew James Langford (sinh ngày 3 tháng 7 năm 1988 ở Manchester, Anh) là một cầu thủ bóng đá người Anh, thi đấu cho Droylsden.

## Sự nghiệp
Langford khởi đầu sự nghiệp với Morecambe năm 2006 và có lần ra sân đầu tiên trong 1-0 trước Tranmere Rovers ở Football League Trophy vào ngày 4 tháng 9 năm 2007.
Anh gia nhập Workington. vào tháng 12 năm 2008 thi đấu tại FA Trophy trước King's Lynn. Sau đó anh gia nhập Droylsden năm 2011.